# فرهاد مجيدي
فرهاد مجيدي (مواليد 3 يونيو 1976)، لاعب كرة قدم إيراني سابق. و اسطوره نادي استقلال الإيراني سبق وأن لعب مع نادي بهمن كرج، استقلال ایران، رابيد وين النمساوي، الوصل الإماراتي، العين الإماراتي، شباب الاهلي الإماراتي والنصر الإماراتي والغرافه القطري.

## روابط خارجية
- فرهاد مجيدي على موقع IMDb (الإنجليزية)

- فرهاد مجيدي على موقع الاتحاد الدولي (مؤرشف)  (الإنجليزية)
- فرهاد مجيدي على موقع قاعدة بيانات كرة القدم.إي يو (الإنجليزية)
- فرهاد مجيدي على موقع ناشيونال فوتبول تيمز (الإنجليزية)
- فرهاد مجيدي على موقع Soccerway.com (الإنجليزية)
- فرهاد مجيدي على موقع عالم كرة القدم.نت (الإنجليزية)
- فرهاد مجيدي على موقع كووورة